# زهير سوكاح
زهير سوكاح كاتب ومترجم مغربي، ولد سنة 1980م بمدينة الدار البيضاء بالمغرب.

## مسيرته
تلقى تكوينه الجامعي في المملكة المغربية وألمانيا، نال سنة 2009 درجة الماجستير بجامعة هاينرش هاينه بمدينة ديسلدورف الألمانية.
أُسندت له مهام تدريسية في التعليم العمومي الألماني. ونال درجة الدكتوراه سنة 2016 من الجامعة نفسها في تخصص اللغة الألمانية وآدابها.
يحاضر عن أدب الرحلة والاستشراق في جامعة دوسلدورف.

## مؤلفاته

### بالألمانية
- Mein Habit-Malbuch, IB Verlag, Düsseldorf 2009
- Wie man das Neugeborene empfängt, IB Verlag, Düsseldorf 2010
- Wenn man im Gebet vergisst, IB Verlag, Düsseldorf 2010
- Wie man den Gumu'a-Tag empfängt, IB Verlag, Düsseldorf 2011
- Was man über Sadaqa wissen muss, IB Verlag, Düsseldorf 2012
- Der Orient im kulturellen Gedächtnis der Deutschen: Vergleichende Analyse ausgewählter Reiseberichte des 19. und beginnenden 21. 2019

### بالعربية
- من حوار الحضارات إلى حضارات الحوار، جامعة قطر 2018[1]
- تمثلات الشرق في الأدب الرحلي الألماني[2]، مركز ارتياد الأفاق 2020
- مدخل إلى «دراسات الذاكرة» في العلوم الإنسانية والاجتماعية، منشورات مدارج، تلمسان - الجزائر، 2021[3]
- ماذا بقي من الجائحة؟ مقاربة من منظور دراسات الذاكرة الجمعية، منشورات السليكي الأخوين، طنجة ـ المغرب، 2023[4]
- القاموس الوجيز للمفردات الألمانية ذات الأصل العربي، تأليف نبيل عثمان، ترجمة زهير سوكاح، مشروع كلمة للترجمة 2022 [5]
- ألمانيا. حكاية شتاء، هاينرش هاينه، ترجمة زهير سوكاح، دار خطوط، عمان ـ الأردن، 2024[6]
- دراسات الذاكرة في العلوم الإنسانية والاجتماعية: مقاربات وقضايا جديدة، دار خطوط، عمان ـ الأردن، 2025[7]
- اللغة الموروثة: مفاهيمها وكفاياتها وممارساتها، منظمة العالم الإسلامي للتربية والعلوم والثقافة (إيسيسكو)، الرباط ـ المملكة المغربية 2025[8]

## الجوائز
- المرتبة الثانية في الجائزة العربية للعلوم الاجتماعية والإنسانية بالدوحة، 2017
- المرتبة الأولى في جائزة قطر العالمية لحوار الحضارات، 2018
- جائزة ابن بطوطة في دورتها الثامنة عشر، صنف الدراسات مناصفة، 2020